# Cumella (Cumella) coralicola
Cumella (Cumella) coralicola is een zeekommasoort uit de familie van de Nannastacidae. De wetenschappelijke naam van de soort is voor het eerst geldig gepubliceerd in 1971 door Bacescu.